# Polana Janeczków
Polana Janeczków – polana w Małych Pieninach na północny wschód poniżej Wysokiej, pomiędzy lesistym korytem potoku Spadnik i górną częścią potoku Kamionka (Homole). Polana sięga aż po grzbiet Małych Pienin. Dawniej były to pola uprawne Łemków zamieszkujących Jaworki. Po wysiedleniu Łemków i spaleniu ich domów przez jakiś czas funkcjonowało tu socjalistyczne gospodarstwo zajmujące się hodowlą owiec. Na pobliskiej Polanie pod Wysoką istnieją jeszcze resztki jego zabudowań. Gospodarstwo wkrótce jednak upadło. Obecnie Polana Janeczków i inne polany wokół są wypasane przez gazdów z Podhala. Z polany widok na wznoszący się w lesie, na zachodnich zboczach Góry Repowej wapienny mur Dziobakowych Skał. Za Bosiłowskim Potokiem dwie następne duże polany: Skalskie (Bosiłskie Ubocze) i Zaskalskie.
Polana znajduje się w granicach wsi Jaworki w województwie małopolskim, w powiecie nowotarskim, w gminie miejsko-wiejskiej Szczawnica.

## Szlaki turystyki pieszej
górną częścią polany prowadzi niebieski szlak biegnący od Drogi Pienińskiej grzbietem Małych Pienin przez Szafranówkę, Łaźne Skały, Cyrhle, Wysoki Wierch, Durbaszkę, Wysoką, Wierchliczkę, przełęcz Rozdziele do Przełęczy Gromadzkiej w Beskidzie Sądeckim.

## Przypisy

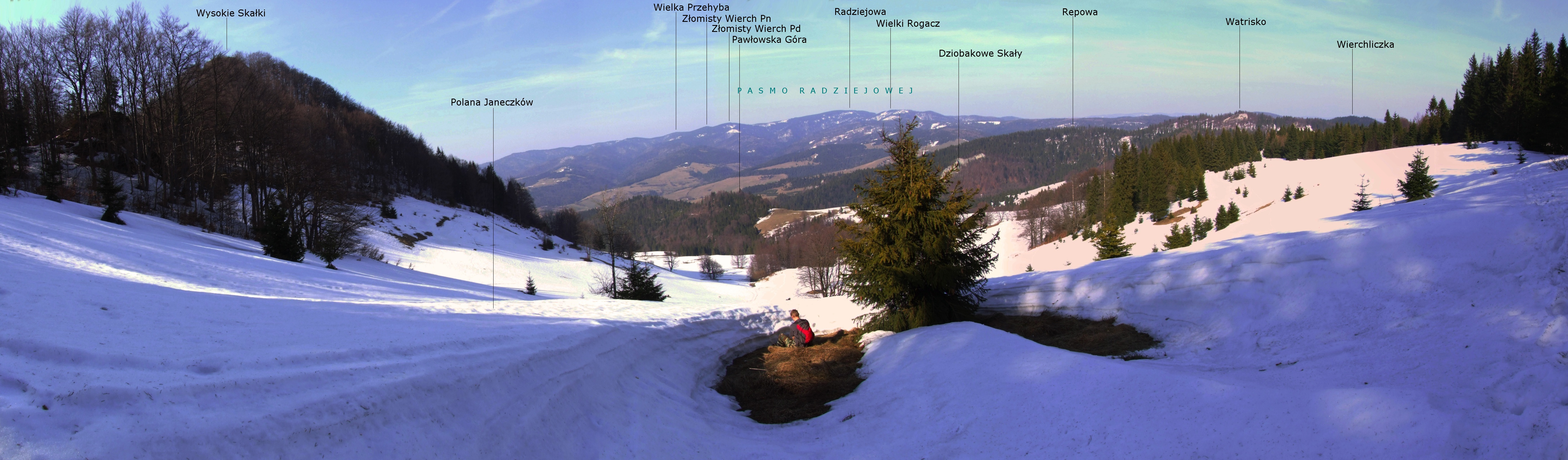
Polana Janeczków i panorama widokowa